# Oenanthe anomala
Oenanthe anomala är en flockblommig växtart som beskrevs av Michel Charles Durieu de Maisonneuve och Ernest Saint-Charles Cosson. Oenanthe anomala ingår i släktet stäkror, och familjen flockblommiga växter. Inga underarter finns listade i Catalogue of Life.